# Indigofera hamulosa
Indigofera hamulosa là một loài thực vật có hoa trong họ Đậu. Loài này được Schltr. miêu tả khoa học đầu tiên.